# دوراتورینکوس
دوراتورینکوس (نام علمی: Doratorhynchus) نام یک سرده از راسته پتروسور است.